# Braintuning
Braintuning war eine 30-minütige Wissenssendung im ARD-Digitalkanal EinsPlus und richtete sich an junge Zuschauer.
Brain–Tuning ist auch Teil des Titels eines Buches. Dessen Autoren bezeichnen mit dem Begriff eine Art erweitertes Gehirntraining, das sowohl mentale als auch körperliche Maßnahmen zur Förderung der geistigen Leistungsfähigkeit umfasst.

## Thema und Sendezeiten
Die Sendung behandelte ein Thema aus mehreren Blickwinkeln, wobei auch das Studiopublikum und Experten eingebunden werden. Produziert wurde die Sendung von der Münchner Produktionsfirma First Entertainment im Auftrag des SWR. Braintuning wurde seit dem 9. Dezember 2012 sonntags um 20:15 in EinsPlus ausgestrahlt. Wiederholungen liefen am selben Abend um 22:15, am darauffolgenden Montag um 13:45 und 20:45 sowie dienstags um 21:15. Außerdem war die Sendung auch über die ARD Mediathek und die sendereigene Webseite zu sehen.

## Sendungsliste (Erstausstrahlung)
- 9. Dezember 2012: Immer höher, immer schneller, immer weiter!
- 16. Dezember 2012: Alles nur Chemie? Wissenschaft Liebe
- 23. Dezember 2012: Mega-Latschen – Dein ökologischer Fußabdruck
- 6. Januar 2013: Obsoleszenz – Der eingebaute Tod
- 13. Januar 2013: Best of Verhütung
- 20. Januar 2013: Was heißt schon „intelligent“?
- 27. Januar 2013: Mentales Training
- 3. Februar 2013: Business Angel – Junge Start Ups
- 10. Februar 2013: Hilfe, wir erben!
- 17. Februar 2013: Die Zukunft des Films